# Winter-Universiade 2019/Shorttrack
Bei der Winter-Universiade 2019 wurden acht Wettkämpfe im Shorttrack ausgetragen.

## Bilanz

### Medaillenspiegel
| Platz  | Land       | Gold | Silber | Bronze | Gesamt |
| ------ | ---------- | ---- | ------ | ------ | ------ |
| 1      | Südkorea   | 5    | 2      | 2      | 9      |
| 2      | Frankreich | 1    | 3      | –      | 4      |
| 3      | Russland   | 1    | 2      | 3      | 6      |
| 4      | China      | 1    | –      | –      | 1      |
| 5      | Japan      | –    | 1      | 1      | 2      |
| 6      | Kasachstan | –    | –      | 2      | 2      |
| Gesamt | Gesamt     | 8    | 8      | 8      | 24     |

### Medaillengewinner

#### Männer
| Disziplin      | Gold                                                           | Silber                                                                    | Bronze                                                                                |
| -------------- | -------------------------------------------------------------- | ------------------------------------------------------------------------- | ------------------------------------------------------------------------------------- |
| 500 m          | Park Ji-won                                                    | Lim Yong-jin                                                              | Konstantin Iwlijew                                                                    |
| 1000 m         | Hong Kyung-hwan                                                | Lim Yong-jin                                                              | Park Ji-won                                                                           |
| 1500 m         | An Kai                                                         | Quentin Fercoq                                                            | Kiichi Shigehiro                                                                      |
| 5000 m Staffel | SüdkoreaHong Kyung-hwan Lee Seong-hun Lim Yong-jin Park Ji-won | RusslandArtjom Denissow Daniil Jeibog Konstantin Iwlijew Sergei Milowanow | KasachstanNurtilek Kazhgali Denis Nikischa Jerkebulan Schamuchanow Mersaid Zhaxybayev |

#### Frauen
| Disziplin      | Gold                                                                                   | Silber                                                                       | Bronze                                                                             |
| -------------- | -------------------------------------------------------------------------------------- | ---------------------------------------------------------------------------- | ---------------------------------------------------------------------------------- |
| 500 m          | Aurélie Monvoisin                                                                      | Jekaterina Jefremenkowa                                                      | Park Ji-yun                                                                        |
| 1000 m         | Kim A-lang                                                                             | Aurélie Monvoisin                                                            | Jekaterina Jefremenkowa                                                            |
| 1500 m         | Kim A-lang                                                                             | Aurélie Monvoisin                                                            | Jekaterina Jefremenkowa                                                            |
| 5000 m Staffel | RusslandJekaterina Jefremenkowa Emina Malagitsch Sofja Proswirnowa Jewgenija Sacharowa | JapanYuna Koike Saemi Tanaka Hikari Tanimoto Miwako Yamaura Hinako Matsuyama | KasachstanAlija Amirgalijewa Kadischa Bachitkerejewa Jana Chan Aljona Wolkowizkaja |